# Briefmarken-Ausgaben für das Generalgouvernement
Die Briefmarken-Ausgaben des Generalgouvernements, des deutschen besetzen polnischen Gebietes von 1939 bis 1945, wurden ab dem 1. Dezember 1939 ausgegeben. Zunächst noch mit einer Reihe Marken des Deutschen Reiches aus der Serie Hindenburg-Medaillon mit Aufdruck Deutsche Post Osten, ab März 1940 dann Aufdruckvarianten auf ursprünglich polnischen Marken und schließlich ab dem 5. August 1940 mit komplett eigenständigen Briefmarken Generalgouvernement. Die letzten drei, für Ende 1944 oder 1945 vorgesehenen Ausgaben, gelangten nicht mehr zur Ausgabe.
Die insgesamt 119 Briefmarken untergliedern sich in 78 Dauermarken und 41 Sondermarken. Dazu kommen noch die drei oben genannten nicht mehr ausgegebenen Marken und drei Serien mit zusammen 36 Dienstmarken sowie vier Zustellungsmarken.

## Liste der Ausgaben und Motive
Die sechs Ausgabejahrgänge befinden sich in den Artikeln:
- Briefmarken-Ausgaben für das Generalgouvernement 1939
- Briefmarken-Ausgaben für das Generalgouvernement 1940
- Briefmarken-Ausgaben für das Generalgouvernement 1941
- Briefmarken-Ausgaben für das Generalgouvernement 1942
- Briefmarken-Ausgaben für das Generalgouvernement 1943
- Briefmarken-Ausgaben für das Generalgouvernement 1944
- sowie Dienstmarken (Generalgouvernement)